# Zornia hebecarpa
Zornia hebecarpa är en ärtväxtart som beskrevs av Robert H Mohlenbrock. Zornia hebecarpa ingår i släktet Zornia och familjen ärtväxter. Inga underarter finns listade i Catalogue of Life.